# Miami Boys Choir
 (août 2013).
Si vous disposez d'ouvrages ou d'articles de référence ou si vous connaissez des sites web de qualité traitant du thème abordé ici, merci de compléter l'article en donnant les références utiles à sa vérifiabilité et en les liant à la section « Notes et références ».
Les Miami Boys Choir (ou MBC, en hébreu Pir 'hei Miami פִּרְחֵי מַיאֶמִי) est une des chorales juives les plus célèbres dans le monde juif et même au-delà. Le MBC a été créé aux États-Unis en 1977 à Miami en Floride par Yerachmiel Begun, lequel est le compositeur de la plupart des titres de leur répertoire. Celui-ci avait déjà dirigé une autre chorale à Toronto, avec laquelle il avait enregistré un premier album.
Au départ, cette chorale était constituée de garçons juifs orthodoxes de la région de Miami. Ils ont commencé très vite à donner des concerts et à enregistrer des albums. 
Quelques années plus tard, Yerachmiel Begun a déménagé à Brooklyn (New York) où il a créé une nouvelle chorale, tout en gardant le nom de départ, sous lequel elle s'était rendue célèbre.
Ils ont continué à enregistrer de nombreux albums et DVD au fil des années, et à donner de grands concerts réunissant jusqu'à 15 000 spectateurs. Leur succès est allé grandissant jusqu'à aujourd'hui(en 2005, l'album Revach s'est vendu à plus de 15 000 exemplaires).
Leurs albums sont composés pour l'essentiel de chants en hébreu, reprenant des versets de la Bible ou des extraits de prière. Sur chaque album figure également une ou deux chansons en anglais. On peut même trouver dans leur répertoire quelques titres en yiddish. 
Ils sont généralement classés dans la catégorie des chanteurs dits « hassidiques ». Bien que ces chanteurs ne soient pas nécessairement des membres formels du hassidisme (mais certains d'entre eux le sont, tel Avraham Fried qui appartient au Mouvement Loubavitch), néanmoins leur style s'inspire des chants hassidiques traditionnels, dans une version modernisée, et qui est de fait américanisée. Sur scène, ils font un vrai show, en chantant et en dansant avec beaucoup d'énergie et d'enthousiasme.
Certains enfants qui ont commencé à chanter dans cette chorale ont ensuite poursuivi une carrière de chanteur lorsqu'ils sont devenus adultes. La légende veut que le chanteur juif Yaakov Shwekey ait fait ses débuts au Miami Boys Choir. En réalité, il n'y aurait fait qu'un bref passage, de quelques mois tout au plus, qui est resté inaperçu, car son nom n'est mentionné nulle part sur les albums des MBC. De toute évidence, il ne faisait pas partie des solistes vedettes du groupe.